# Haidar Abdul-Jabar
Haidar Abdul-Jabar Kadhim, meglio noto come Haidar Jabar (Iraq, 25 agosto 1976), è un ex calciatore iracheno, di ruolo difensore.

## Carriera

### Nazionale
Nel 2004 ha fatto parte della selezione irachena che ha partecipato alla Coppa delle nazioni asiatiche e ai Giochi della XXVIII Olimpiade.

## Palmarès

### Nazionale
- Campionato della federazione calcistica dell'Asia occidentale: 1

Damasco 2002